# Elaeagnus submacrophylla
Elaeagnus submacrophylla är en växtart som beskrevs 1908 av den schweiziske botanikern Camille Servettaz. Den ingår i silverbusksläktet (Elaeagnus) och familjen havtornsväxter (Elaeagnaceae). Inga underarter finns listade i Catalogue of Life.